# Diocesi di Salisbury
La diocesi di Salisbury è una diocesi della Chiesa d'Inghilterra, in particolare facente parte della Provincia ecclesiastica di Canterbury, sita nel sud dell'Inghilterra. La diocesi ha come sede la cattedrale di Salisbury e copre il Wiltshire e il Dorset.

## Storia
La diocesi di Sherborne fu eretta nel 705 ricavandone il territorio dalla diocesi di Dorchester, che aveva assunto il nome di diocesi di Winchester. Primo vescovo fu sant'Aldelmo. In origine la diocesi si estendeva in tutto il sud-ovest dell'Inghilterra.
Nel 909 Sherborne cedette una porzione di territorio a vantaggio dell'erezione della diocesi di Wells (in seguito denominata diocesi di Bath e Wells). Nello stesso periodo cedette altre porzioni di territorio a vantaggio dell'erezione delle diocesi di Cornovaglia e di Devon (in seguito unite a formare la diocesi di Exeter, entrambe situate in Cornovaglia).
Poco dopo la metà dell'XI secolo (circa 1058) la diocesi di Sherborne fu unita a quella di Ramsbury, istituita nel 909 con la porzione nord-occidentale della diocesi di Winchester.
Intorno al 1072 il vescovo Hermann trasferì la sede episcopale a Sarum (Old Sarum), antica cittadella nei pressi della moderna Salisbury, ridotta oggi ad un sito archeologico. Qui sant'Osmundo, cancelliere di Guglielmo il Conquistatore, fece erigere, dietro incarico di quest'ultimo, la cattedrale di Old Sarum.
Tuttavia la città cadde successivamente in rovina e fu abbandonata perché era un luogo insalubre e minacciato da infiltrazioni d'acqua. Per questo motivo il 29 marzo 1218 papa Onorio III concesse al vescovo di Sarum, Richard Poore, di trasferire la sede in New Sarum (oggi Salisbury) e di dare inizio alla costruzione della nuova cattedrale.
A Salisbury si sviluppò il rito di Sarum, prevalentemente redatto dall'allora vescovo di Sarum, sant'Osmundo. In questo periodo le diocesi confinanti erano quelle di Exeter e di Bath a ovest, di Worcester e di Lincoln a nord, e Winchester a est.
Nel 1542 Salisbury cedette una porzione di territorio a vantaggio dell'erezione della diocesi di Bristol.
L'ultimo vescovo in comunione con la sede di Roma fu Francis Mallet, nominato nell'ottobre 1558 che però non fu mai consacrato per la morte un mese dopo della regina Maria I Tudor (di cui era stato cappellano e confessore), fatto che portò alla fine dei vescovi cattolici di Salisbury. Rimase così decano della cattedrale di Lincoln fino alla morte nel 1570. Tra 1543 (in teoria) e 1558 era stato vescovo il cardinale William Peto che non prese mai possesso della diocesi pur essendo tornato in Inghilterra nel 1553 per lasciare il governo pastorale a John Capon, vescovo nominato da Enrico VIII d'Inghilterra nel 1539 e morto nel 1557 (tornato in comunione con Roma nel 1553). 
Le riforme all'interno della Chiesa d'Inghilterra portarono alla riannessione del Dorset dalla diocesi di Bristol nel 1836; il Berkshire, tuttavia, fu rimosso lo stesso anno e dato alla diocesi di Oxford. Nel 2022 furono aggregate alla diocesi le isole del Canale.

## Elenco dei vescovi di Salisbury

### Vescovi di Sherborne
- Sant'Aldhelm † (705 consacrato - 25 maggio 709 deceduto)
- Forthhere † (709 - 737)
- Herewald † (739 - 782 deceduto)
- Aethelmod † (782 succeduto)
- Denefrith †
- Wilbert † (798 - 816 deceduto)
- Eahlstan † (816 - 867 deceduto)
- Heahmund † (868 - 871 deceduto)
- Aethelheah †
- Wulfsige I †
- Asser † (? - circa 909 deceduto)[3]
- Sigehelm I †
- Aethelweard †
- Werstane † (909 - 918 deceduto)
- Ethelbald † (918 - 926)
- Sigehelm II †
- Alfred † (menzionato nel 933)
- Wulfsige II † (menzionato nel 943)
- Alfwold † (menzionato nel 958)
- Aethelric †
- Aethelsige †
- Brithwyn †
- Aelfmaer †
- Brihtwine †
- Alfwold † (? - 1058 deceduto)
- Hermann † (circa 1058/1059 - circa 1072/1075 trasferito a Sarum)
  - Sede trasferita a Sarum

### Vescovi di Sarum
- Hermann † (1072/1075 - 1076/1078 deceduto)
- Sant'Osmundo † (1078 - 4 dicembre 1099 deceduto)
  - Sede vacante (1099-1103)
- Roger † (13 aprile 1103 - 4 dicembre 1139 deceduto)
- Jocelin de Bailleul † (1142 - 18 novembre 1184 deceduto)
  - Sede vacante (1184-1189)
- Hubert Walter † (22 ottobre 1189 - 30 maggio 1193 nominato arcivescovo di Canterbury)
- Herbert Poore † (5 giugno 1194 - 6 febbraio o maggio 1217 deceduto)
- Richard Poore † (maggio o giugno 1217 - 29 marzo 1218 trasferito a Salisbury)
  - Sede trasferita a Salisbury

### Vescovi di Salisbury
- Richard Poore † (29 marzo 1218 - 14 maggio 1228 nominato vescovo di Durham)
- Robert de Bingham † (14 maggio 1228 - 2 novembre 1246 deceduto)
- William de York † (14 luglio 1247 consacrato - 31 gennaio 1256 deceduto)
- Giles of Bridport † (11 marzo 1257 consacrato - 13 dicembre 1262 deceduto)
- Walter de la Wyle † (27 maggio 1263 consacrato - 3 gennaio 1271 deceduto)
- Robert Wickhampton † (13 maggio 1274 consacrato - 24 aprile 1284 deceduto)
- Walter Scammel † (22 ottobre 1284 consacrato - 26 settembre 1286 deceduto)
- Henry Brandeston † (1º giugno 1287 consacrato - 11 febbraio 1288 deceduto)
- William de la Corner † (8 maggio 1289 consacrato - 14 agosto 1291 deceduto)
- Nicholas Longespée † (16 marzo 1292 consacrato - 18 maggio 1297 deceduto)
- Simon of Ghent † (20 ottobre 1297 consacrato - 31 marzo 1315 deceduto)
- Roger Martival † (28 settembre 1315 consacrato - 14 marzo 1330 deceduto)
- Robert Wyvil † (16 aprile 1330 - 4 settembre 1375 deceduto)
- Ralph Ergham † (12 ottobre 1375 - 13 luglio 1388 nominato vescovo di Bath e Wells)
- John Waltham † (13 luglio 1388 - 17 settembre 1395 deceduto)
- Richard Mitford † (3 novembre 1395 - 29 aprile/11 maggio 1407 deceduto)
- Nicholas Bubwith † (22 giugno 1407 - 7 ottobre 1407 nominato vescovo di Bath e Wells)
- Robert Hallam † (23 ottobre 1407 - 4 settembre 1417 deceduto)
- John Chandler † (12 dicembre 1417 - 16 luglio 1426 deceduto)
- Robert Neville † (9 luglio 1427 - 12 febbraio 1438 nominato vescovo di Durham)
- William Ayscough † (12 febbraio 1438 - 29 giugno 1450 deceduto)
- Richard Beauchamp † (14 agosto 1450 - 4 novembre 1481 deceduto)
- Lionel Woodville † (7 gennaio 1482 - 1484 deceduto)
- Thomas Langton † (9 febbraio 1485 - 13 marzo 1493 nominato vescovo di Winchester)
- John Blythe † (13 novembre 1493 - 23 agosto 1499 deceduto)
- Henry Deane † (8 gennaio 1500 - 26 maggio 1501 nominato arcivescovo di Canterbury)
- Edmund Audley † (10 gennaio 1502 - 23 aprile 1524 deceduto)
  - Lorenzo Campeggi † (2 dicembre 1524 - 19 luglio 1539 deceduto) (amministratore apostolico)[4]
- Nicholas Saxton (22 febbraio 1535 - 9 novembre 1539 dimesso)[5]
  - Gasparo Contarini † (23 luglio 1539 - 24 agosto 1542 deceduto) (amministratore apostolico)[6]
- John Capon (1539 – 1557 deceduto)[7]
- William Peto, O.F.M.Obs. † (30 marzo 1543 - 1558 dimesso)
- Francis Mallet † (1558 - 17 novembre 1558 dimesso)
- John Jewel † (27 luglio 1559 - 23 settembre 1571 deceduto)
- Edmund Gheast † (1571 - 1577 deceduto)
- John Piers † (novembre 1577 - 1589 nominato arcivescovo di York)
  - Sede vacante (1589 - 1591)
- John Coldwell † (1591 - 1596 deceduto)
  - Sede vacante (1596 - 1598)
- Henry Cotton † (1598 - 1615 deceduto)
- Robert Abbot † (1615 - 1618 deceduto)
- Martin Fotherby † (1618 - 1620 deceduto)
- Robert Tounson † (1620 - 1621 deceduto)
- John Davenant † (1621 - 1641 deceduto)
- Brian Duppa † (1641 - 1646 privato del titolo quando la diocesi venne abolita dal Parlamento)

Durante il Protettorato di Oliver Cromwell la diocesi venne abolita e venne ricreata solamente nel 1660.
- Brian Duppa † (1660 nominato vescovo di Winchester)
- Humphrey Henchman † (1660 - 1663 nominato vescovo di Londra)
- John Earle † (1663 - 1665 deceduto)
- Alexander Hyde † (1665 - 1667 deceduto)
- Seth Ward † (1667 - 1689 deceduto)
- Gilbert Burnet † (1689 - 17 marzo 1715 deceduto)
- William Talbot † (1715 - 1721 nominato vescovo di Durham)
- Richard Willis † (1721 - 1723 nominato vescovo di Winchester)
- Benjamin Hoadly † (1723 - 1734 nominato vescovo di Winchester)
- Thomas Sherlock † (1734 - 1748 nominato vescovo di Londra)
- John Gilbert † (1748 - 1757 nominato arcivescovo di York)
- John Thomas † (1757 - 1761 nominato vescovo di Winchester)
- Robert Hay Drummond † (1761 nominato arcivescovo di York)
- John Thomas † (1761 - 1766 deceduto)
- John Hume † (1766 - 1782 deceduto)
- Shute Barrington † (1782 - 1791 nominato vescovo di Durham)
- John Douglas † (1791 - 1807 deceduto)
- John Fisher † (1807 - 1825 deceduto)
- Thomas Burgess † (1825 - 1837 deceduto)
- Edward Denison † (1837 - 1854 deceduto)
- Walter Hamilton † (1854 - 1869 deceduto)
- George Moberly † (1869 - 1885 deceduto)
- John Wordsworth † (1885 - 1911 deceduto)
- Frederick Ridgeway † (1911 - 9 maggio 1921 deceduto)
- St Clair Donaldson † (1921 - 7 dicembre 1935 deceduto)
- Neville Lovett † (1936 - 30 aprile 1946 ritirato)
- Geoffrey Lunt † (1946 - 1948 deceduto)
- William Anderson † (1949 - 1962 ritirato)
- Joseph Fison † (1963 - 2 luglio 1972 deceduto)
- George Reindorp † (1973 - 1981 ritirato)
- John Baker † (1982 - 1993 ritirato)
- David Stancliffe (1993 - 2010 ritirato)
- Nick Holtam (12 aprile 2011 - 2021 ritirato)
- Stephen Lake (12 aprile 2022 – )